# Chibed
Chibed (in ungherese Kibèd) è un comune della Romania di 1721 abitanti, ubicato nel distretto di Mureș, nella regione storica della Transilvania. 
Chibed è divenuto comune autonomo nel 2005, staccandosi dal comune di Ghindari.